# Astur Pins
Astur Pins es una marca asturiana nacida en 2015 especializada en la fabricación de pines y diversos productos artesanos de metal, plástico y madera. 

## Historia
El fundador de la marca es Guillermo Takahashi Delgado, que tras años de experiencia en el sector, colaborando con distintas empresas y participando en distintos eventos se decidió a emprender en solitario su propio sello. La sede de Astur Pins se encuentra en Gijón, donde tiene sus oficinas. Además de ofertar productos de coleccionismo, también fábrica productos personalizados para empresas. Sus principales productos son los pines, llaveros e imanes; aunque entre su catálogo se puede encontrar una amplia variedad de productos que incluye desde camisetas hasta lanyards personalizados.

## Artesanía
El principal producto de Astur Pins, como su propio nombre indica, son sus pines personalizados. Disponen de una amplia gama de tipos de pines para ajustarse a todo tipo de necesidades y bolsillos. Ofertan pines esmaltados, impresos y en tres dimensiones, cada uno más adecuado para usos promocionales, coleccionismo o propaganda.
Pero además de fabricar pines bajo demanda para empresas y particulares, Astur Pins también tiene su propio catálogo de productos de temática asturiana. Son estos productos los que le han permitido distinguirse y ganar cierto reconocimiento entre los expertos. Destaca especialmente su colección de pines heráldicos en esmalte fuerte de los concejos de Asturias, que se ha convertido en una pieza muy apreciada por los coleccionistas. Además de los concejos del Principado, Astur Pins también se está encargando de fabricar insignias heráldicas de toda España en distintos lotes que salen a la venta mensualmente.
Y sin olvidar sus orígenes, Astur Pins también echa un ojo a su tierra y sus símbolos más representativos. No faltan los pines de la Cruz de la Victoria, la Virgen de Covadonga o el Puente Romano de Cangas de Onís entre otros. La otra gran colección que oferta es la de pines de la mitología asturiana, en la que se dan cita los personajes más entrañables y característicos de las leyendas de la región: xanas, trasgus, el nuberu o el cuélebre entre muchos otros.

## Colecciones Astur - Pins[13]
Aparte de sus pedidos bajo demanda, en Astur Pins destacan sus colecciones exclusivas, relacionadas en su mayoría con Asturias.  

### Colección heráldica de Asturias
Su primera gran colección y su producto estrella es la colección heráldica de los concejos de Asturias. Una colección nunca antes realizada con pines personalizados con los emblemas de los 78 concejos del Principado, a los que se le suman la bandera y el escudo de Asturias, realizados en la más alta calidad disponible: esmalte fuerte y pintados a mano. También se venden por separado, para coleccionistas, ayuntamientos y particulares que quieren lucir el símbolo de su concejo en la solapa.

### Colección símbolos de Asturias
Otra de las colecciones más populares es la colección con los símbolos de Asturias, que es muy frecuente ver poblando los escaparates de las principales tiendas de turismo y souvenires de la región. En esta colección se dan cita nuevos diseños de la Virgen de Covadonga, la Cruz de la Victoria o el Rey Pelayo entre otros, junto con los principales emblemas de Oviedo y Gijón.

### Colección de la mitología asturiana
Su colección más reciente se centra en los mitos y leyendas del corazón de Asturias. Los personajes más entrañables y carismáticos de su mitología se reinventan en esta colección en la que podemos encontrar trasgus, xanas, bruxas, al nuberu o al cuélebre.